# تيريجياد
فصيلة تيتريجيدي (Tetrigidae)هي عائلة في رتبة الحشرات المستقيمة الأجنحة (Orthoptera)، التي تضم عائلات مشابهة مثل صرصار (cricket) وقافز العشب (grasshopper) والجندب الأمريكي (katydid). تسمى الأنواع الموجودة ضمن عائلة تيريجياد جراك شاك (grouse locusts) وجراد قزم (pygmy locusts) وقافزات أرضية (groundhoppers) أو قافزات عشبية قزمية (pygmy grasshoppers).

## سمات تشخيصية

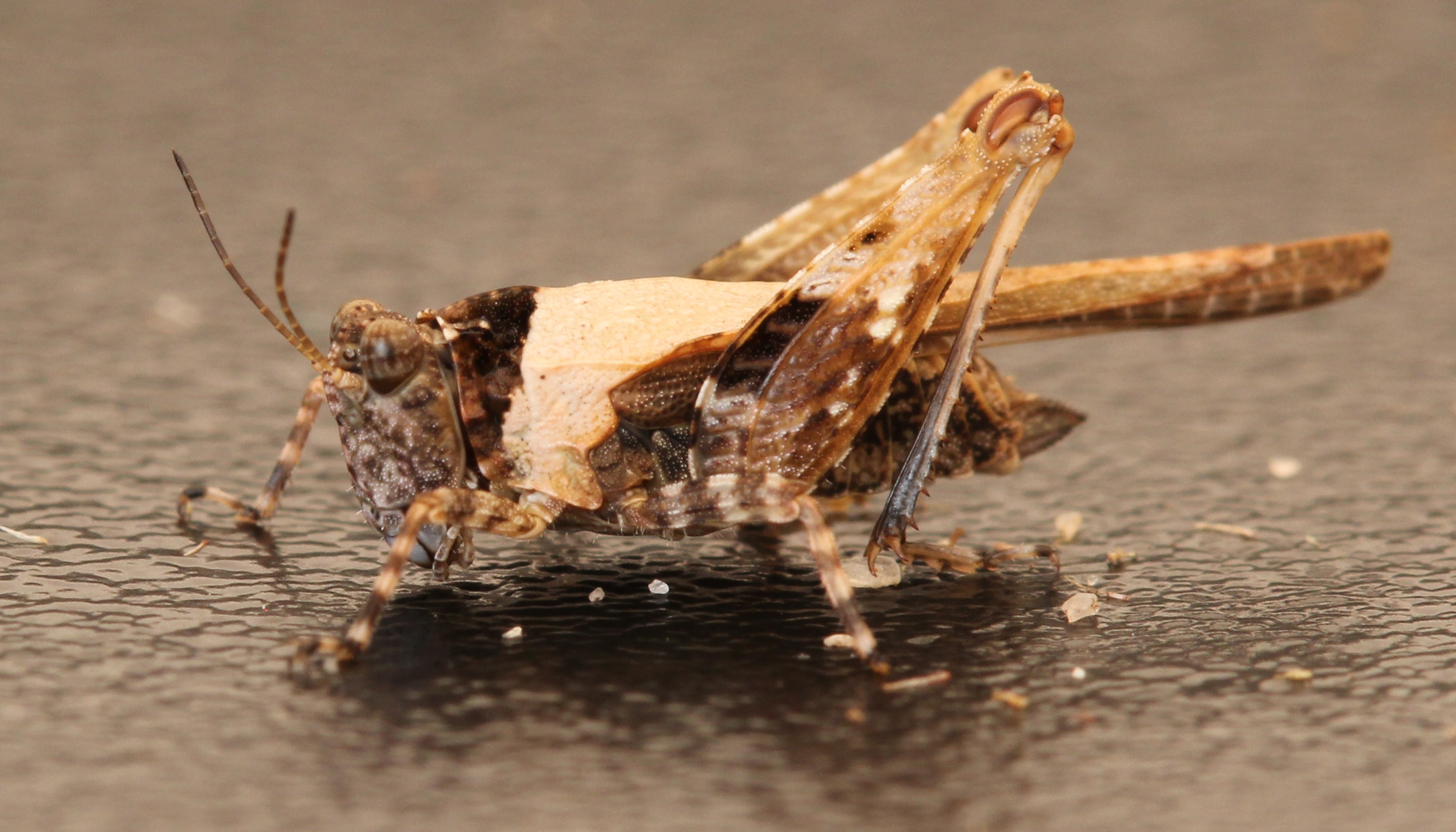
أنواع تيريجياد التي تعيش في الضفاف القاحلة لبرك المياه في أمريكا الجنوبية ناحية جانبية، توضح كيفية تغطية ظهر الصدر (pronotum) للأجنحة الخلفية. الغطاء الأثري يمكن رؤيته تمامًا فوق أمامي ورك.

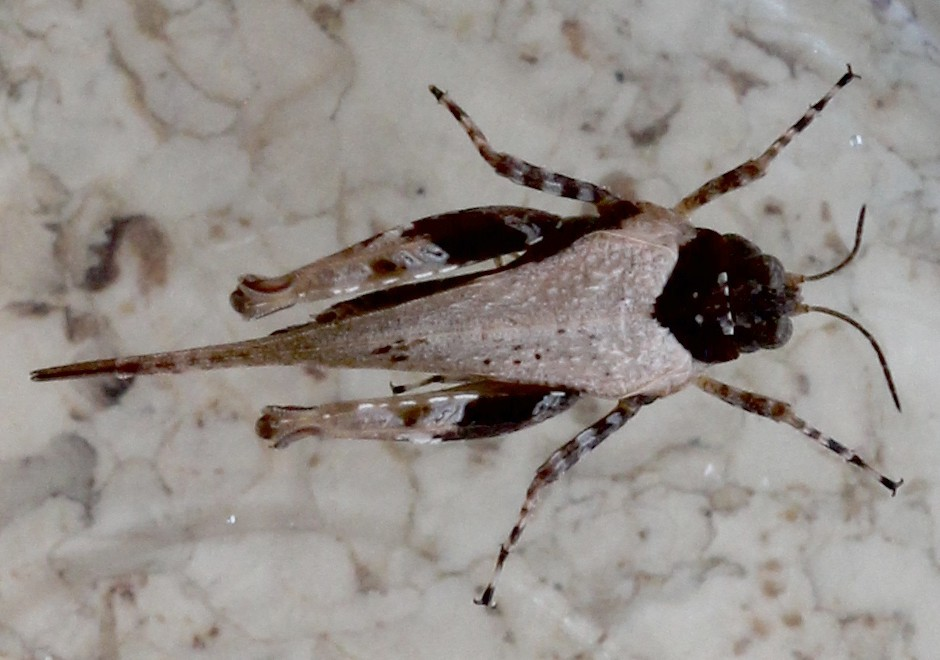
مَنْظَرٌ ظَهْرانِيّ لتيريجياد. العينة نفسها من الجزء العلوي. في كلتا الصورتين تلاحظ أن التركيبة الثقيلة عادة عظم الفخذ تالية، مفصل ظنبوبي لعظمة الفخذ يشبه بكرة ضخمة ملائمة، يشبه تشريح ترايداسيلييدا (Tridactylidae).

يظهر الجراد القزم (Pygmy locusts) بحجم 20 ملم طولاً ويمكن تمييزه من خلال ظهر صدر (pronotum) طويل يمتد على طول البطن (abdomen)، وأحياناً يصل إلى الأجنحة وينتهي عند نقطة ما. في الحشرات المستقيمة الأجنحة (Orthoptera)الأخرى، يكون ظهر الصدر قصيرًا ولا يغطي البطن ولا الأجنحة. لا يمكن بشكل عام تمييز لون محايد بخصوص تيريجياد. يوجد لبعض الأنواع ظهر صدر طويل الفراشات (mimic) أوراق (leaves) أو أحجار (stones) أو أجنحه (twig).

## معلومات أحيائية عامة
تم تقريبًا وصف 1600 نوع (species) في حوالي 250 جنسا (genera) معًا.
في المناطق المعتدلة، يتم العثور على تيريجياد بشكل عام على طول تيارات المياه والبرك، حيث تتغذى على الطحالب (algae) والطحالب النهرية (diatoms). الأنواع التي تعيش في أمريكا الشمالية منها باراتيتكس أزتيوس (Paratettix aztecus) وباراتيتكس مكسيمانوس (Paratettix mexicanus)، على سبيل المثال، يعتمد على الإنتاج الأساسي (primary production) المائي بنسبة تتراوح ما بين 80% و100% من تغذيتها. تتميز أنواع ريبارين (Riparian) بالقدرة على السباحة على سطح الماء، والقفز بسرعة داخل المياه عند تنبيهها بعض الأنواع في قبيلة (tribe) سيليميني (Scelimenini) هي في الأساس مائية وقادرة على الغوص تحت المياه.
يمكن العثور على التنوع الحيوي الأكبر لتيريجياد في الغابات الاستوائية (tropical forests). من بعض الأنواع الأسيوية الشجري (arboreal) ويعيش بين طحالب المستنقعات (mosses) والأشنات (lichens) في النواتئ (buttresses) أو في ظلة (canopy)، بينما تعيش الأنواع الأخرى على أرض الغابة.
تمامًا مثل الحشرات المستقيمة الأجنحة، يوجد لدى تيريجياد تطور هيميتابوليس (hemimetabolous)، والذي يفقس فيه بيض (egg) ويتحول إلى حورية (nymph). على العكس من الحشرات المستقيمة الأجنحة العادية، ومع ذلك، فإن تيريجياد يدخل في فترة سبات شتوي مثل الأنواع البالغة.
تتطور عادةً بعض الفصائل الفرعية، داخل مجموعة تيريجياد، مثل باترشيديني (Batrachideinae) إلى مرتبة عائلة بجانب تيريجياد.

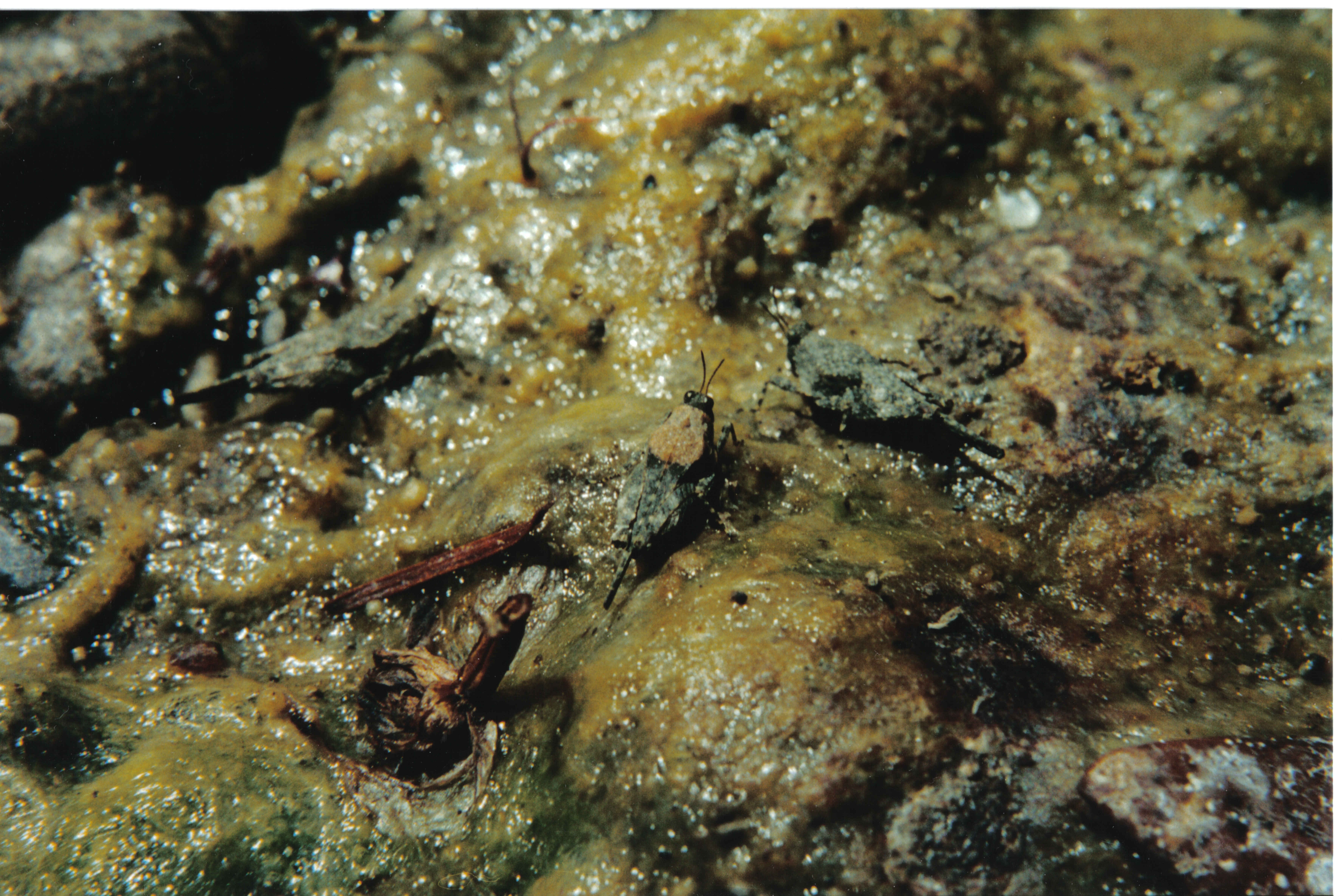
باراتيتكس أذتيكس (Paratettix aztecus) يأكل طحلب

صورة 

## أصل الكلمة
قد يكون الاسم مشتقًا من الكلمة اللاتينية تاتريكوس (tetricus) أو تاتريكس (taetricus)، والتي تعني قاسيًا أو صلبًا أو حامضًا

## وصلات خارجية
- [<a href="http://www.sprinkhaan.be/">http://www.sprinkhaan.be/</a> Pygmy locusts]
- [<a href="http://www.cirrusimage.com/orthoptera_pygmy_grasshopper.htm">http://www.cirrusimage.com/orthoptera_pygmy_grasshopper.htm</a> Pygmy grasshoppers]
- [<a href="http://bugguide.net/node/view/106">http://bugguide.net/node/view/106</a> BugGuide.net]